# Jussinluoto (ö i Norra Karelen, Joensuu)
Jussinluoto är en ö i Finland. Den ligger i sjön Höytiäinen och i kommunerna Kontiolax och Polvijärvi och landskapet Norra Karelen, i den sydöstra delen av landet, 400 km nordost om huvudstaden Helsingfors. Öns area är 7,7 hektar och dess största längd är 0,8 kilometer i nord-sydlig riktning.